# Asarkina ericetorum
Asarkina ericetorum är en tvåvingeart som först beskrevs av Fabricius 1781.  Asarkina ericetorum ingår i släktet Asarkina och familjen blomflugor. Inga underarter finns listade i Catalogue of Life.